# Nordkirchen
Nordkirchen is een plaats en gemeente in de Duitse deelstaat Noordrijn-Westfalen, gelegen in de Kreis Coesfeld. De gemeente telt 10.117 inwoners (31 december 2020) op een oppervlakte van 52,41 km².

## Indeling van de gemeente
Nordkirchen telt volgens de deelstaat-statistiek 10.117 inwoners en is verdeeld in drie Ortsteile:
- Nordkirchen ([2] 4.965 inwoners)
- Südkirchen (3.382 inwoners)
- Capelle (2.009 inwoners)

Totaal volgens de gemeentestatistiek: 10.356 inwoners. Tweede woningen zijn niet meegeteld. Peildatum: 7 januari 2020.

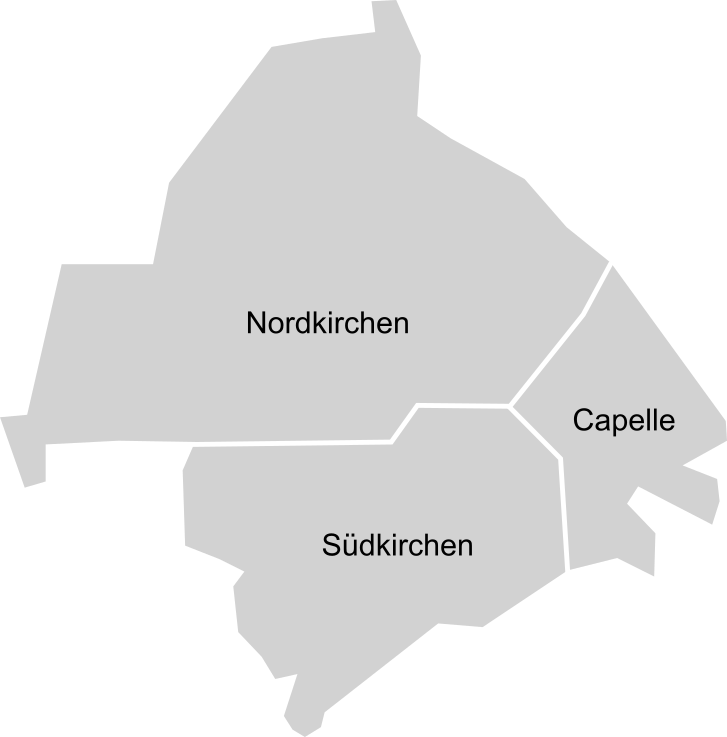
Situering van de drie dorpen in Nordkirchen

## Ligging, vervoer, verkeer

### Buurgemeentes
In het westen beginnend, in de richting van de wijzers van de klok:
- Lüdinghausen
- Senden
- Ascheberg. alle drie in de Kreis Coesfeld;
- Werne
- Selm, beide in de Kreis Unna.

### Wegverkeer
De drie dorpen van Nordkirchen liggen op afstand ten opzichte van de hoofdwegen. De Autobahn A1 Ruhrgebied-Münster loopt ten oosten van de gemeente langs. Afrit 79 van deze Autobahn (Ascheberg) is de gemakkelijkste verbinding met Nordkirchen: door Ascheberg heen rijden en dan over een 10 km lange binnenweg in zuidwestelijke richting. Vanuit het zuiden neemt men afrit 80  van deze zelfde Autobahn naar de buitenwijken van Werne. Hierna is het ruim 12 km over diverse lokale wegen west- en noordwaarts tot Nordkirchen.

### Openbaar vervoer
Capelle heeft een station aan de spoorlijn van Münster naar Dortmund. De stoptreinen van serie RB 50 stoppen er 1 x per uur. Het station van Selm ligt op zo'n 6,5 km van het dorp en kasteel Nordkirchen.
Vanaf Selm rijden op werkdagen overdag aansluitende bussen naar Nordkirchen. Verder zijn er enkele buurtbusdiensten en scholierenbuslijnen. Veel bezoekers van Schloss Nordkirchen komen in reisgroepen per touringcar, met de eigen auto of op de fiets.

## Economie
De economie van Nordkirchen draait bijna geheel om het kasteel. Het kasteel huisvest de hogeschool voor fiscale aangelegenheden van de deelstaat Noordrijn-Westfalen, de grootste werkgeefster van het plaatsje. Daarnaast is er toerisme dat door het kasteel als bezienswaardigheid wordt aangetrokken. In en om het dorp hebben zich verscheidene horecabedrijven gevestigd. Daarnaast is er landbouw, en midden- en kleinbedrijf van lokaal belang.

## Geschiedenis
De adellijke geslachten, die van de 15e tot en met de 18e eeuw het Schloss Nordkirchen in bezit hadden, hadden in feite ook de macht over de dorpen in de gemeente Nordkirchen. Dit veranderde in de Napoleontische tijd. Nadien behoorde de gemeente tot het Koninkrijk Pruisen en na 1871 het Duitse Keizerrijk. 
Het dorp lag tot 1524 zuidelijker; de dorpskerk stond oorspronkelijk ergens middenin het huidige kasteelpark. De heren van het Huis Morrien lieten tussen 1524 en 1526 het dorp met kerk en al afbreken, en op hun kosten op de huidige plaats weer opbouwen.

## Bezienswaardigheden
De plaats is beroemd om het kasteel Schloss Nordkirchen (het zogenaamde Westfälische Versailles). Het kasteel staat direct ten zuiden van het dorp Nordkirchen.
Daarnaast zijn de rooms-katholieke kerkgebouwen  in alle drie de plaatsen bezienswaardig. De beroemde architect Johann Conrad Schlaun ontwierp in de 18e eeuw, in overleg met de kasteelheren, verscheidene gebouwen, die nu nog in Nordkirchen staan. De hieronder afgebeelde en in het bijschrift  van (S) voorziene gebouwen zijn door hem ontworpen.
Nordkirchen ligt in het Münsterland, wat betekent, dat door de gemeente talrijke langeafstandsfietsroutes lopen.

## Belangrijke personen in relatie tot de gemeente
- Gottfried Laurenz Pictorius (* 1663; † 17. januari 1729 in Münster), architect van veel kastelen, waaronder Schloss Nordkirchen.

## Afbeeldingen

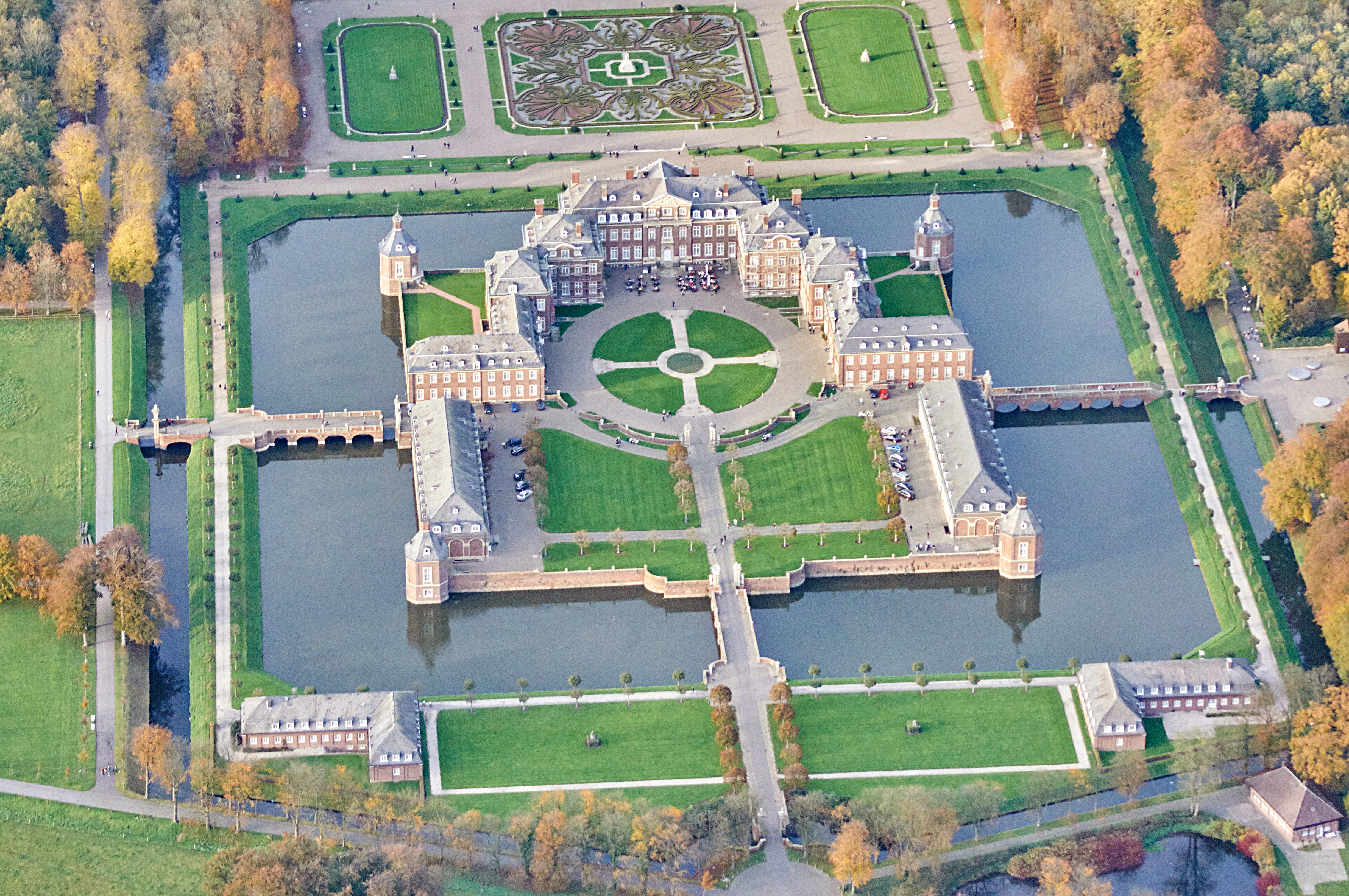
Schloss Nordkirchen (grotendeels S)
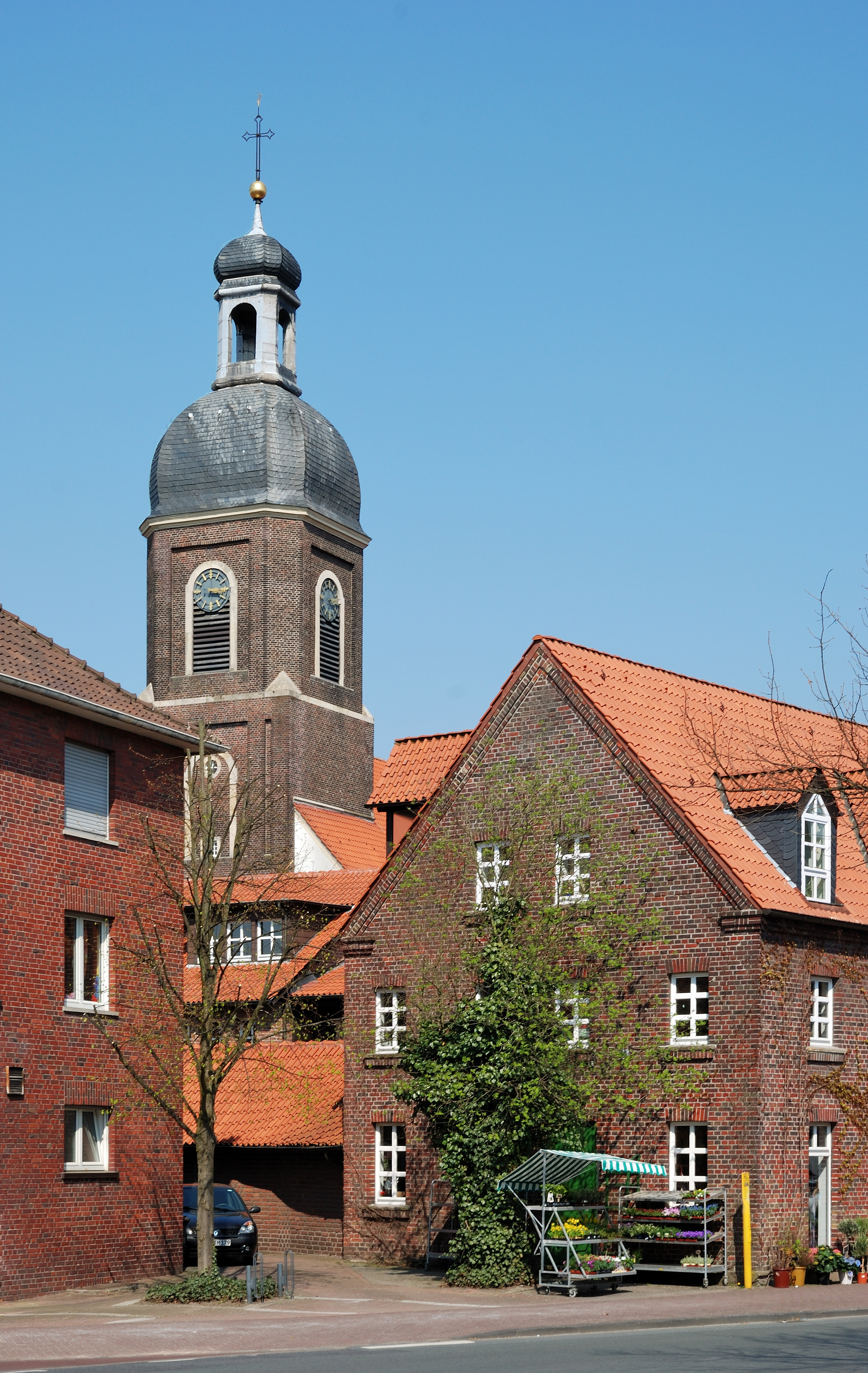
Mauritiuskerk, Nordkirchen (1715)
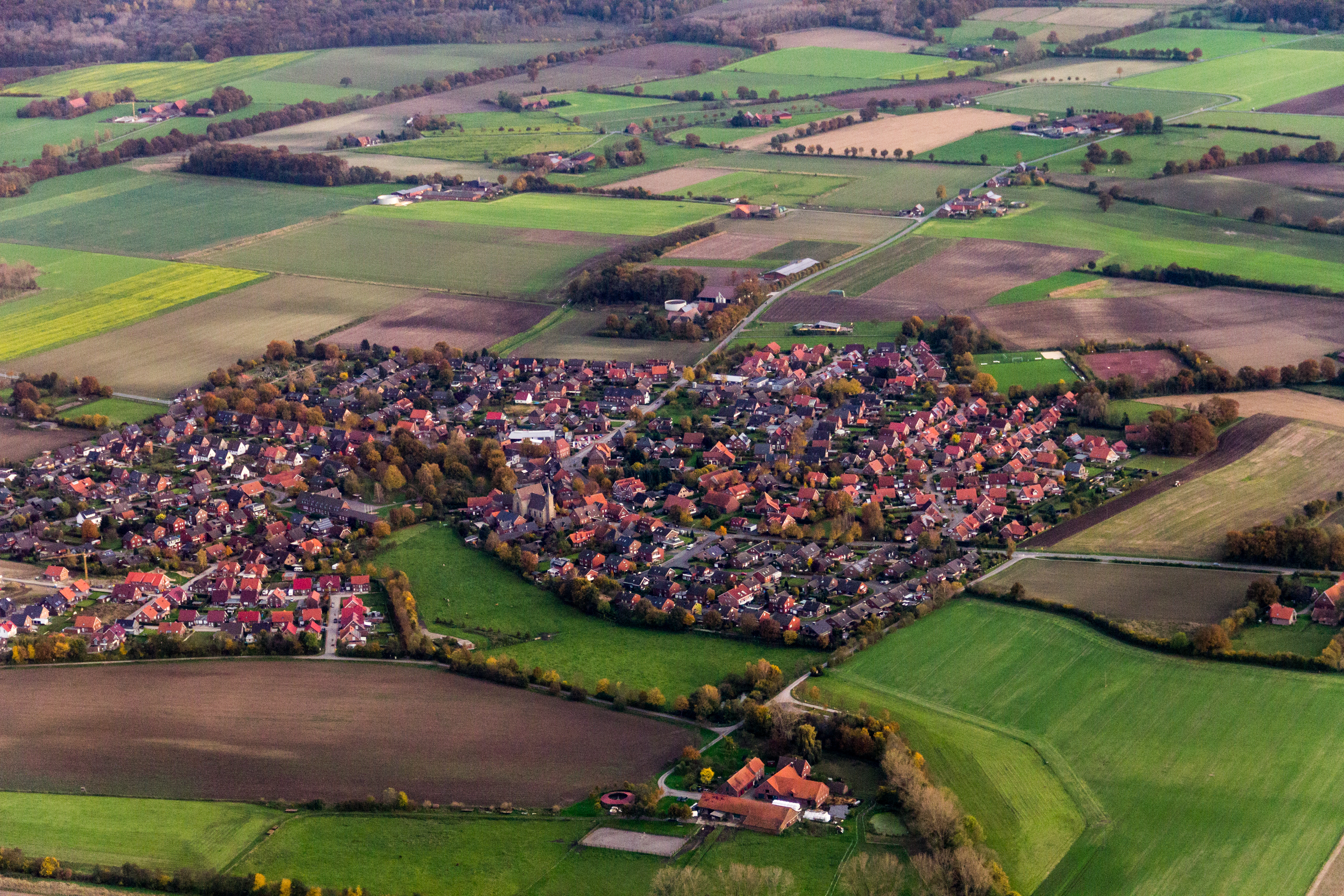
Luchtfoto van het dorp Capelle
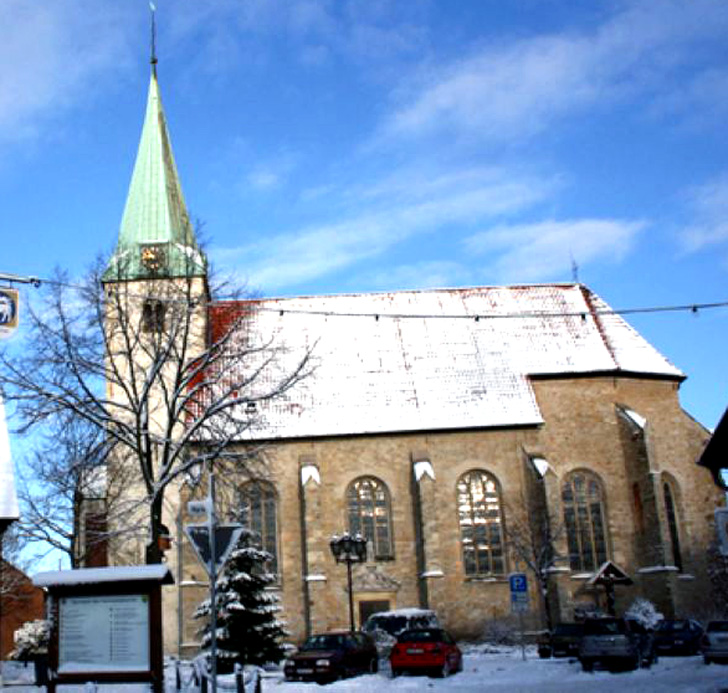
St. Pancratiuskerk, Südkirchen
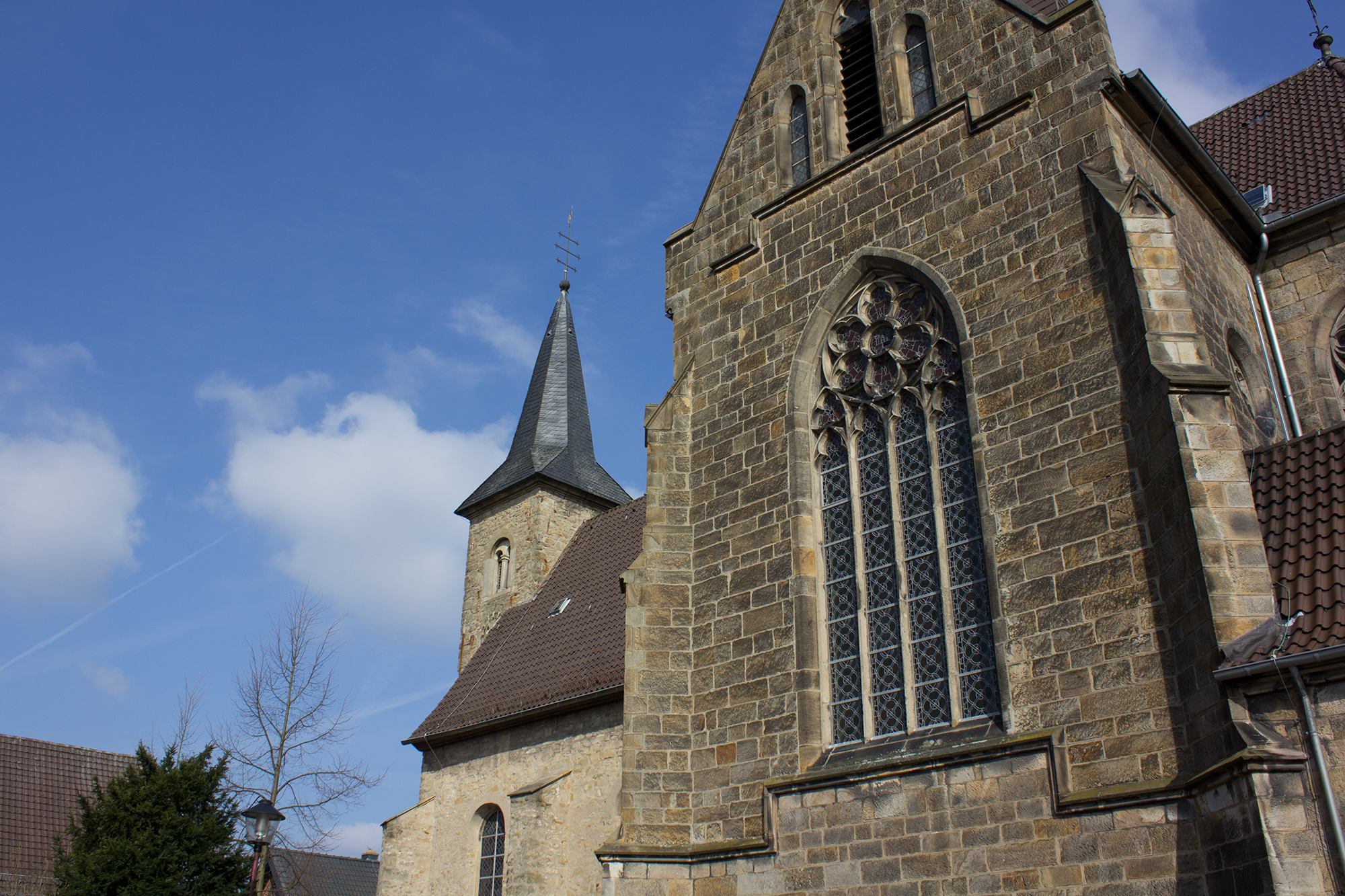
St. Dionysiuskerk, Capelle (1701)
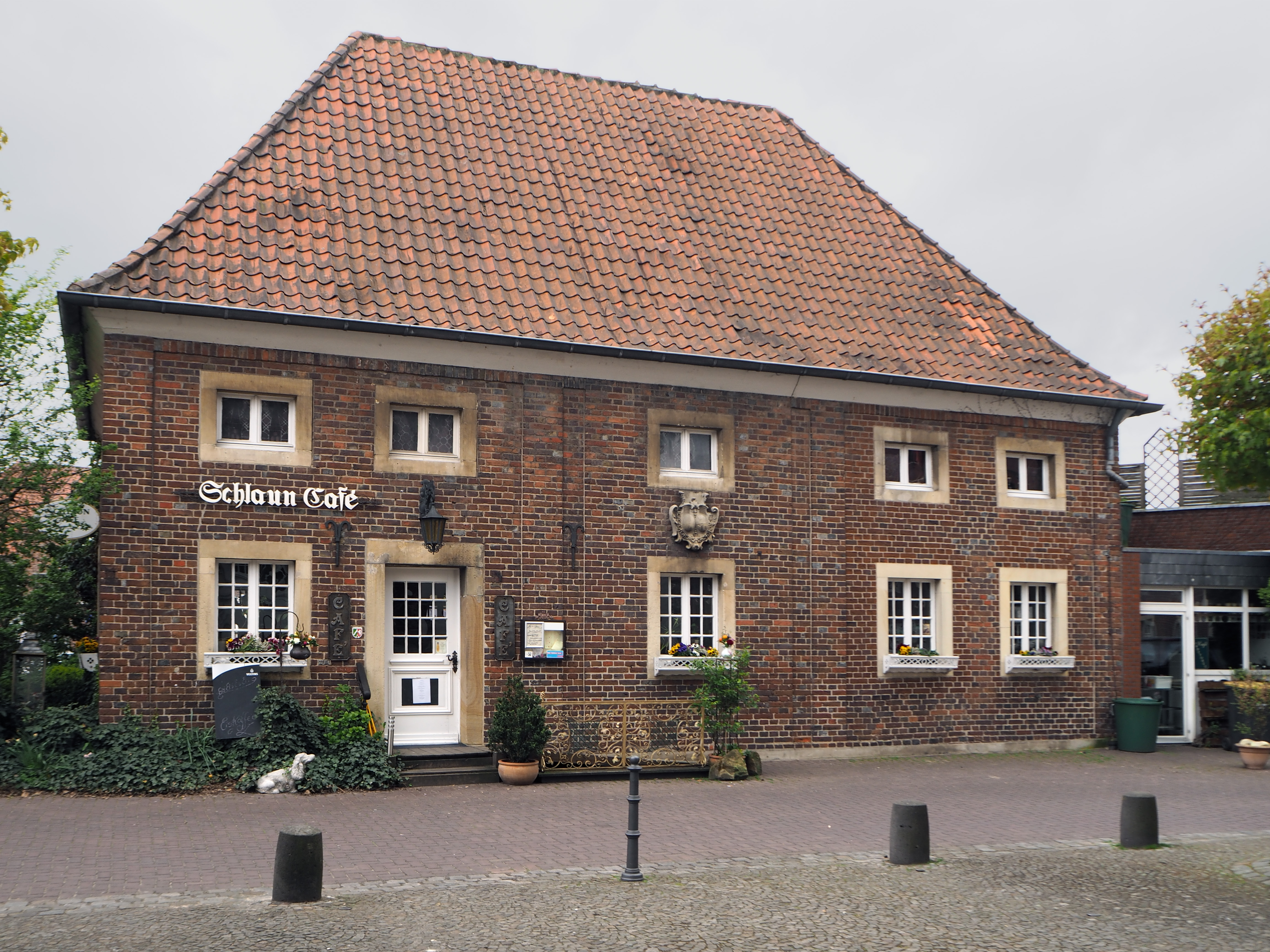
Voormalige kosterswoning (1733/34), tegenwoordig Café Schlaun (S)
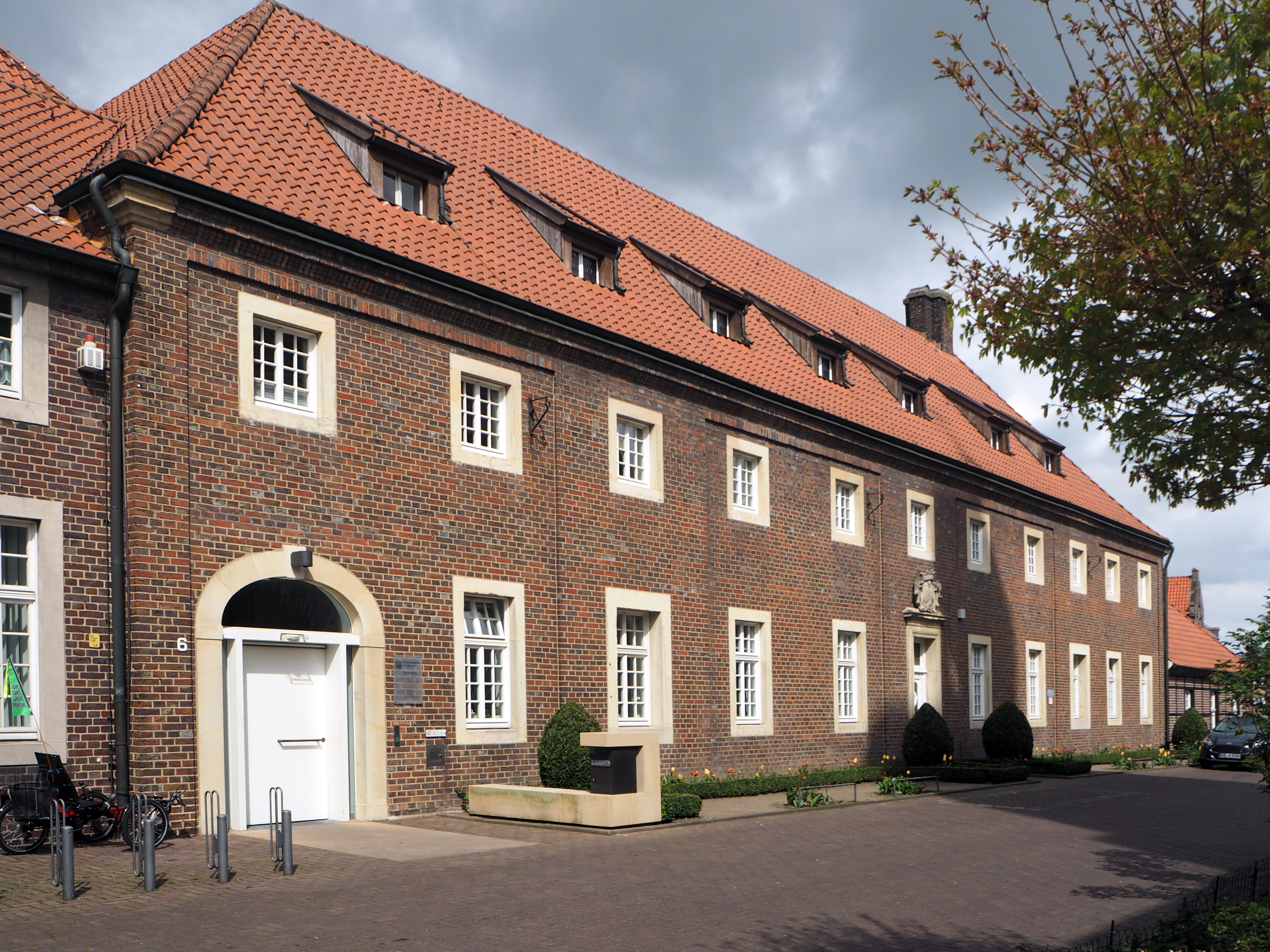
Voormalig armenhuis, (1730–33) tegenwoordig kantoor van een kinderziekenhuis (S)
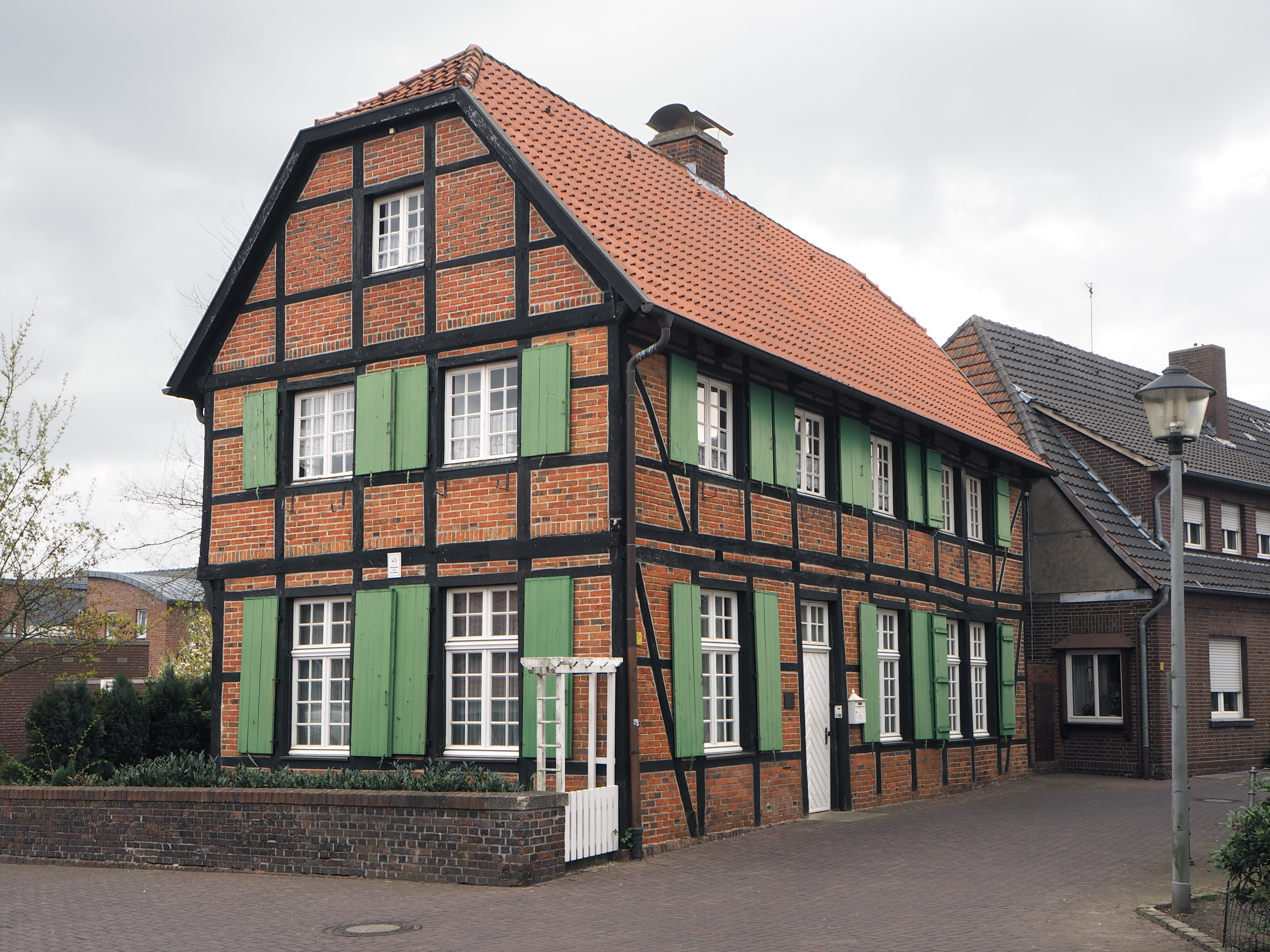
Voormalige pastorie, (1675) tegenwoordig dorpsontmoetingsplaats (S)
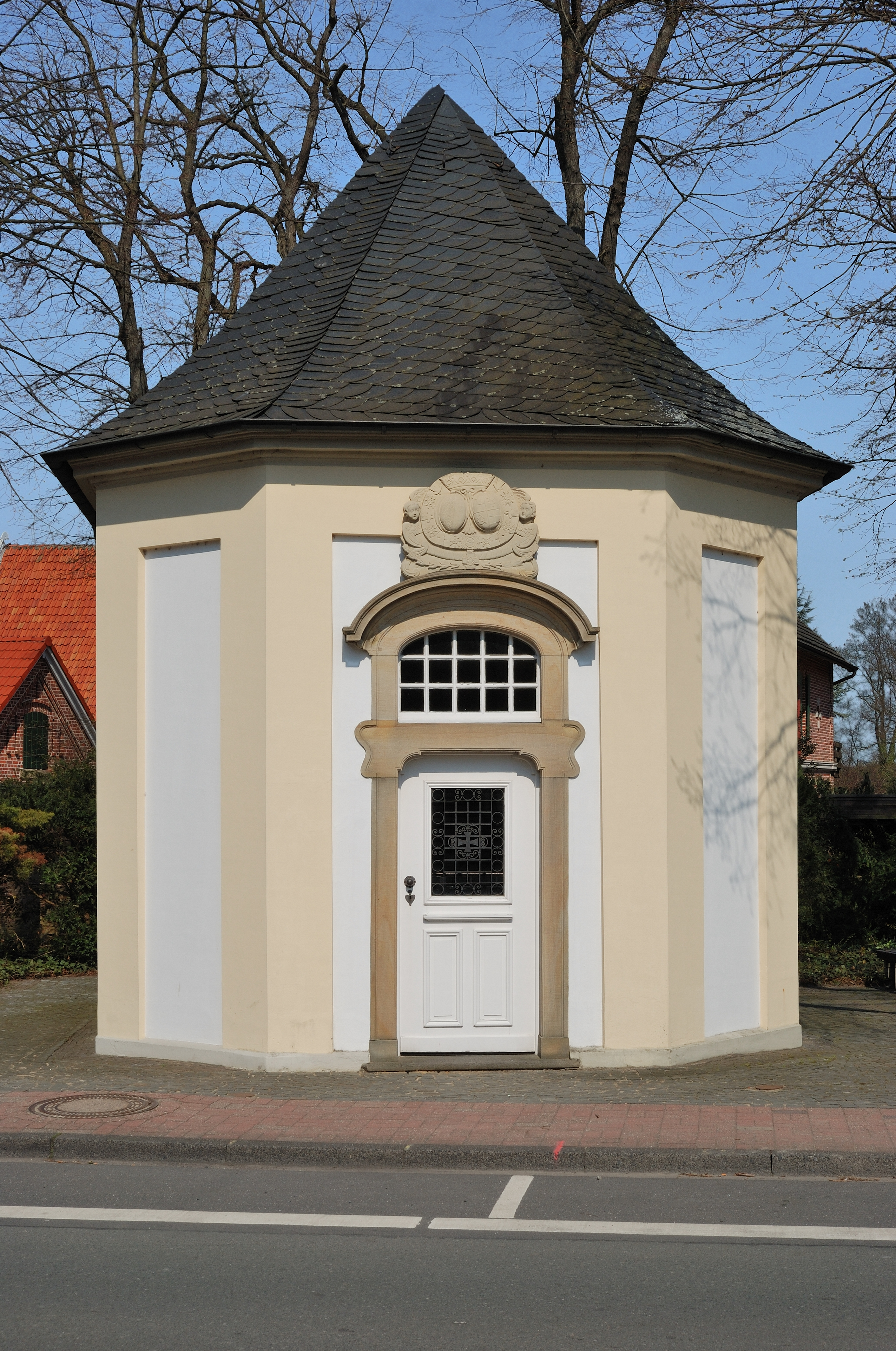
Johannes-van-Nepomuk-kapel (1722) (S)
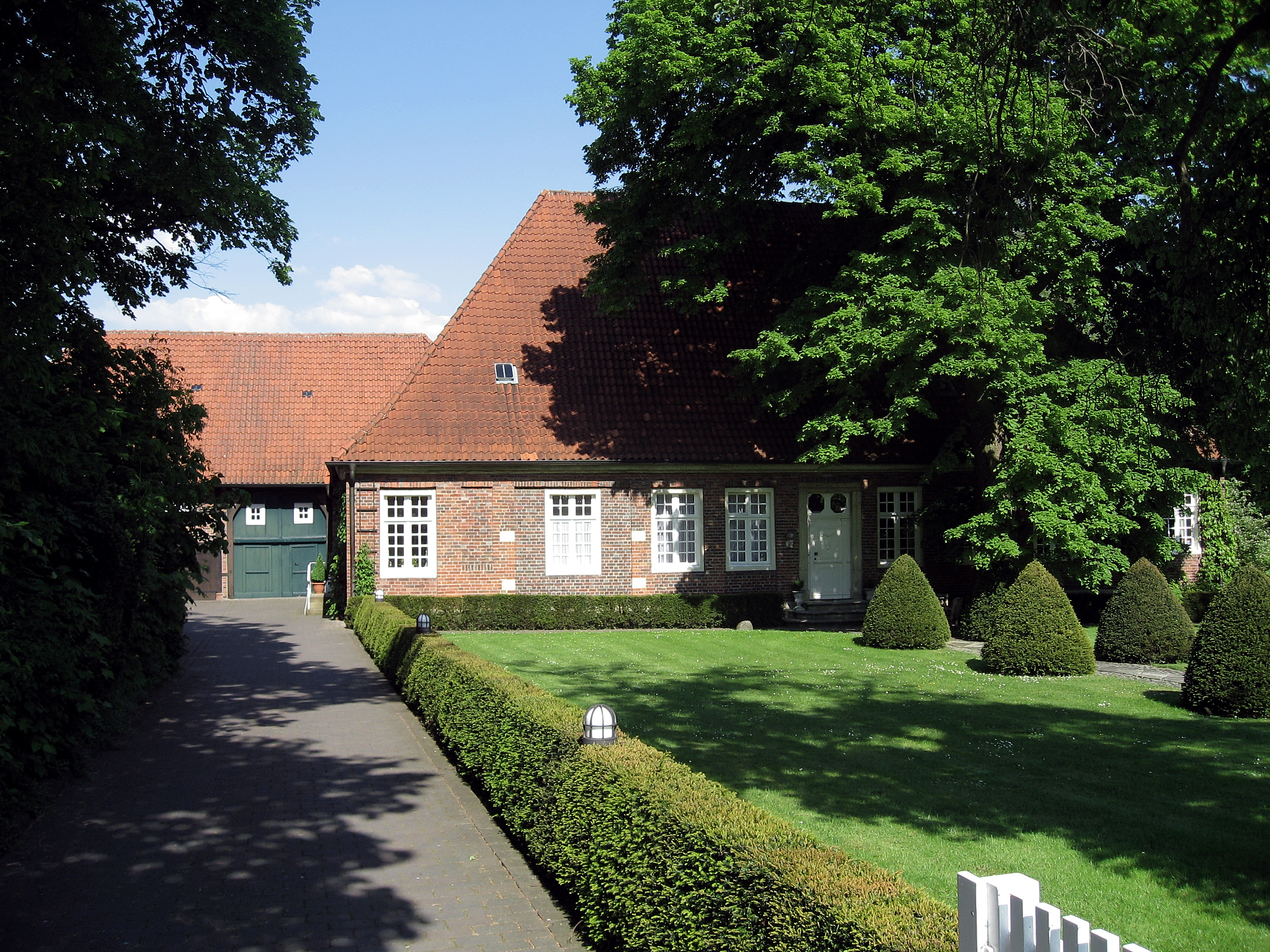
Voormalig rentmeestershuis (18e eeuw, thans woning en praktijk van de plaatselijke huisarts) (S)
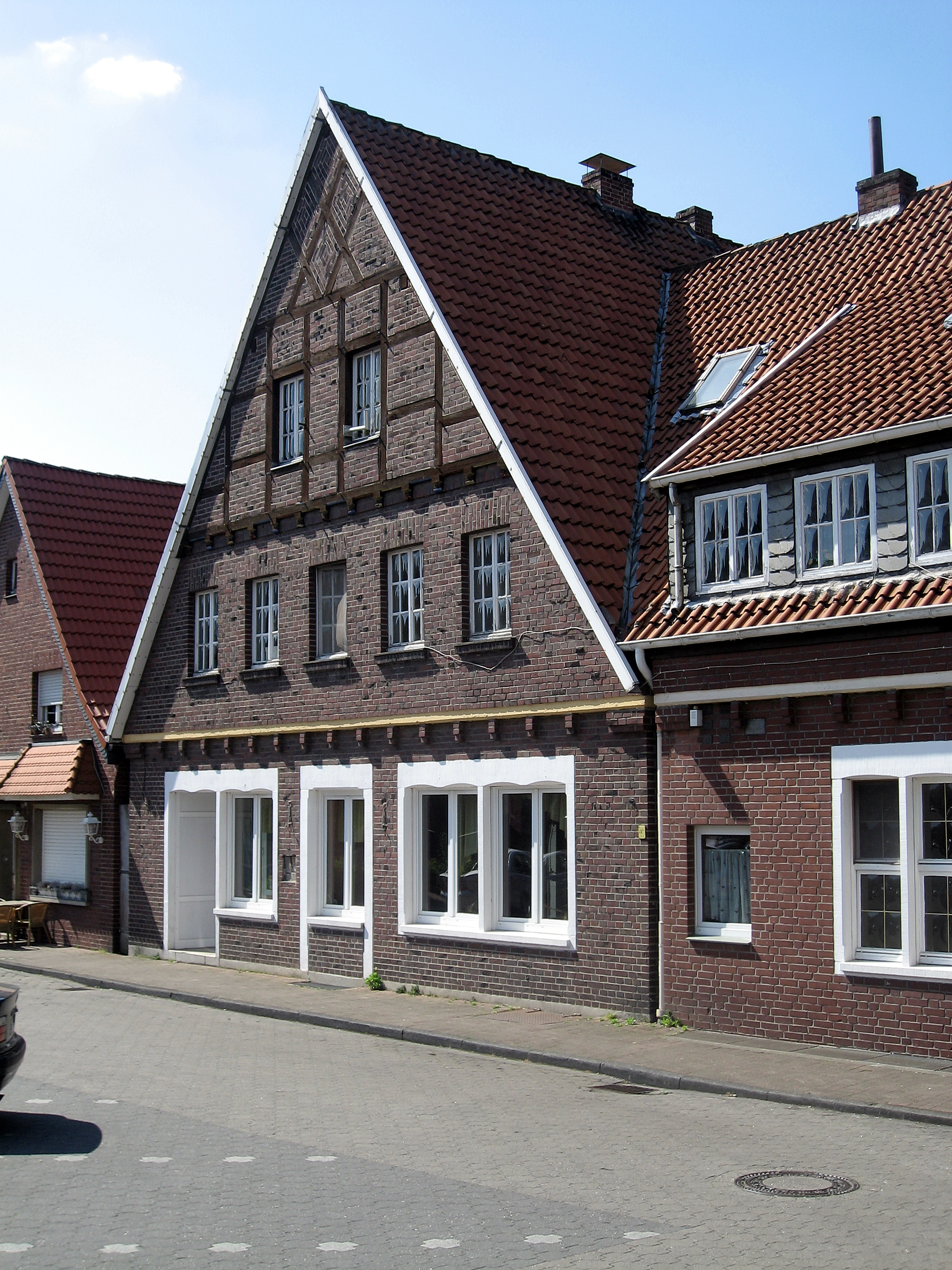
Vakwerkhuis aan de Ludwig-Becker-Platz te Nordkirchen

Ascheberg · Billerbeck · Coesfeld · Dülmen · Havixbeck · Lüdinghausen · Nordkirchen · Nottuln · Olfen · Rosendahl · Senden